# Coppa delle Coppe 1992-1993 (hockey su pista)
La Coppa delle Coppe 1992-1993 è stata la 17ª edizione dell'omonima competizione europea di hockey su pista riservata alle squadre di club. Il torneo ha avuto inizio il 6 marzo e si è concluso il 5 giugno 1993. Il titolo è stato conquistato dai portoghesi del Barcelos per la prima volta nella loro storia sconfiggendo in finale gli svizzeri del Thunerstern. In quanto squadra vincitrice, il Barcelos ha ottenuto anche il diritto di partecipare alla Supercoppa d'Europa.

## Squadre partecipanti
| Nazione     | Club           | Città                    | Qualificazione                                |
| ----------- | -------------- | ------------------------ | --------------------------------------------- |
| Andorra     | Andorra        | Andorra la Vella         |                                               |
| Belgio      | Rolta          | Lovanio                  |                                               |
| Francia     | Gazinet-Cestas | Cestas                   | 2º in Nationale 1 1991-1992                   |
| Germania    | Cronenberg     | Wuppertal                | Detentore Coppa di Germania 1991-1992         |
| Italia      | Seregno        | Seregno                  | 1º in Serie A1 1991-1992, finale dei play-off |
| Paesi Bassi | Residentie     | L'Aia                    | 2º in 1ª Klasse 1992                          |
| Portogallo  | Barcelos       | Barcelos                 | Detentore Coppa del Portogallo 1991-1992      |
| Spagna      | Voltregà       | Sant Hipòlit de Voltregà | Finalista Coppa del Re 1992                   |
| Svizzera    | Thunerstern    | Thun                     | Finalista Coppa di Svizzera 1992              |

## Risultati

### Primo turno
| Squadra 1 | Totale | Squadra 2      | Andata | Ritorno |
| --------- | ------ | -------------- | ------ | ------- |
| Seregno   | 9 - 16 | Gazinet-Cestas | 7 - 4  | 2 - 12  |

### Quarti di finale
| Squadra 1  | Totale | Squadra 2      | Andata | Ritorno |
| ---------- | ------ | -------------- | ------ | ------- |
| Andorra    | 8 - 11 | Thunerstern    | 6 - 4  | 2 - 7   |
| Barcelos   | 15 - 3 | Voltregà       | 10 - 2 | 5 - 1   |
| Cronenberg | 14 - 4 | Rolta          | 10 - 2 | 4 - 2   |
| Residentie | 7 - 6  | Gazinet-Cestas | 2 - 4  | 5 - 2   |

### Semifinali
| Squadra 1  | Totale | Squadra 2   | Andata | Ritorno |
| ---------- | ------ | ----------- | ------ | ------- |
| Barcelos   | 19 - 4 | Cronenberg  | 10 - 2 | 9 - 2   |
| Residentie | 6 - 19 | Thunerstern | 4 - 11 | 2 - 8   |

### Finale
| Squadra 1   | Totale | Squadra 2 | Andata | Ritorno |
| ----------- | ------ | --------- | ------ | ------- |
| Thunerstern | 3 - 14 | Barcelos  | 0 - 8  | 3 - 6   |

#### Andata
| Thun 27 maggio 1993 | Thunerstern | 0 – 8 | Barcelos | Mur-Halle |

#### Ritorno
| Barcelos 5 giugno 1993 | Barcelos | 6 – 3 | Thunerstern | Pavilhão Municipal |